# منطق انتهازي
المنطق الانتهازي هو طريقة لاختيار إستراتيجية الاستدلال المنطقي المناسبة في تطبيقات الذكاء الاصطناعي.
ويمكن استخدام أساليب المنطق لاستخلاص النتائج من مجموعة من الحقائق المحددة في حقائق المعرفة، على سبيل المثال التسلسل للأمام في مقابل التسلسل الخلفي. ومع ذلك، في المنطق الانتهازي، يمكن تطبيق أجزاء المعرفة سواء بشكل أمامي أو بشكل خلفي، في «أنسب وقت».
يمكن أن يجمع نظام المنطق الانتهازي عناصر المنطق الأمامي والخلفي. ويكون من المفيد أن يكون رقم الاستدلالات المحتملة كبيرًا للغاية، ويجب أن يستجيب نظام المنطق للبيانات الجديدة التي يمكن التعرف عليها.
وقد تم استخدام المنطق الانتهازي في تطبيقات مثل أنظمة السبورة والتطبيقات الطبية.